# Philharmonisches Orchester Tampere

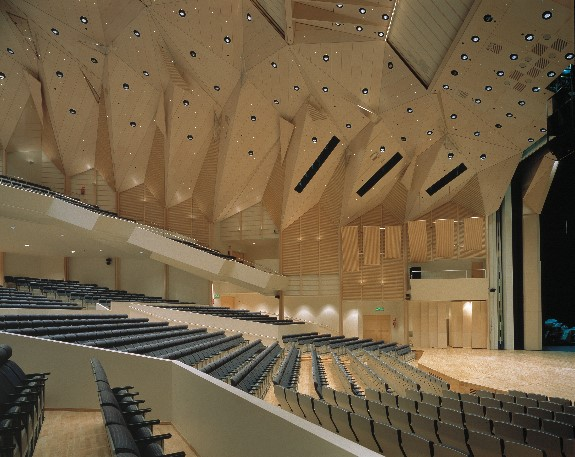
Konzertsaal der Philharmonie Tampere

Das Philharmonische Orchester Tampere besteht seit 1930. Mit 97 Musikern ist es das größte finnische Orchester außerhalb Helsinkis.
1974 wurde die erste Aufnahme veröffentlicht. Es folgten weitere 40 Aufnahmen, unter anderem für Labels wie Finlandia und Ondine. Chefdirigent ist seit 2013 Santtu-Matias Rouvali.

## Chefdirigenten
- Elias Kiianmies (1930–1932)
- Eero Kosonen (1932–1968)
- Juhani Raiskinen (1969–1973)
- Jouko Saari (1973–1974)
- Paavo Rautio (1974–1987)
- Atso Almila (1987–1989)
- Ari Rasilainen (1989–1990)
- Leonid Grin (1990–1994)
- Tuomas Ollila (1994–1998)
- Eri Klas (1998–2006)
- John Storgårds (2006–2009)
- Hannu Lintu (2009–2013)
- Santtu-Matias Rouvali (2013 bis heute)

## Veröffentlichungen (Auswahl)
- 1991 Symphony No. 2 in D Minor; Sergei Prokofiev (Leonid Grin)
- 1992 The Seasons, Four Entra'actes from Hamlet orchestra; Peter Tchaikovsky (Leonid Grin)
- 1994 Piano Concerto No. 4 in D Minor / Piano Concerto in E Major orchestra; Anton Rubinstein (Leonid Grin / Matti Raekallio)
- 1995 Symphony No.1; King Lear Ouverture orchestra;
- 1998 Piano Concertos Nos. 2 & 3; Two Studies for Small Orchestra; Two Pieces for Orchestra orchestra; (Matti Raekallio / Tuomas Ollila)
- 2012 Violin Concerto; Chaconne orchestra  Max Reger; (Hannu Lintu / Benjamin Schmid)[1]